# Adwent

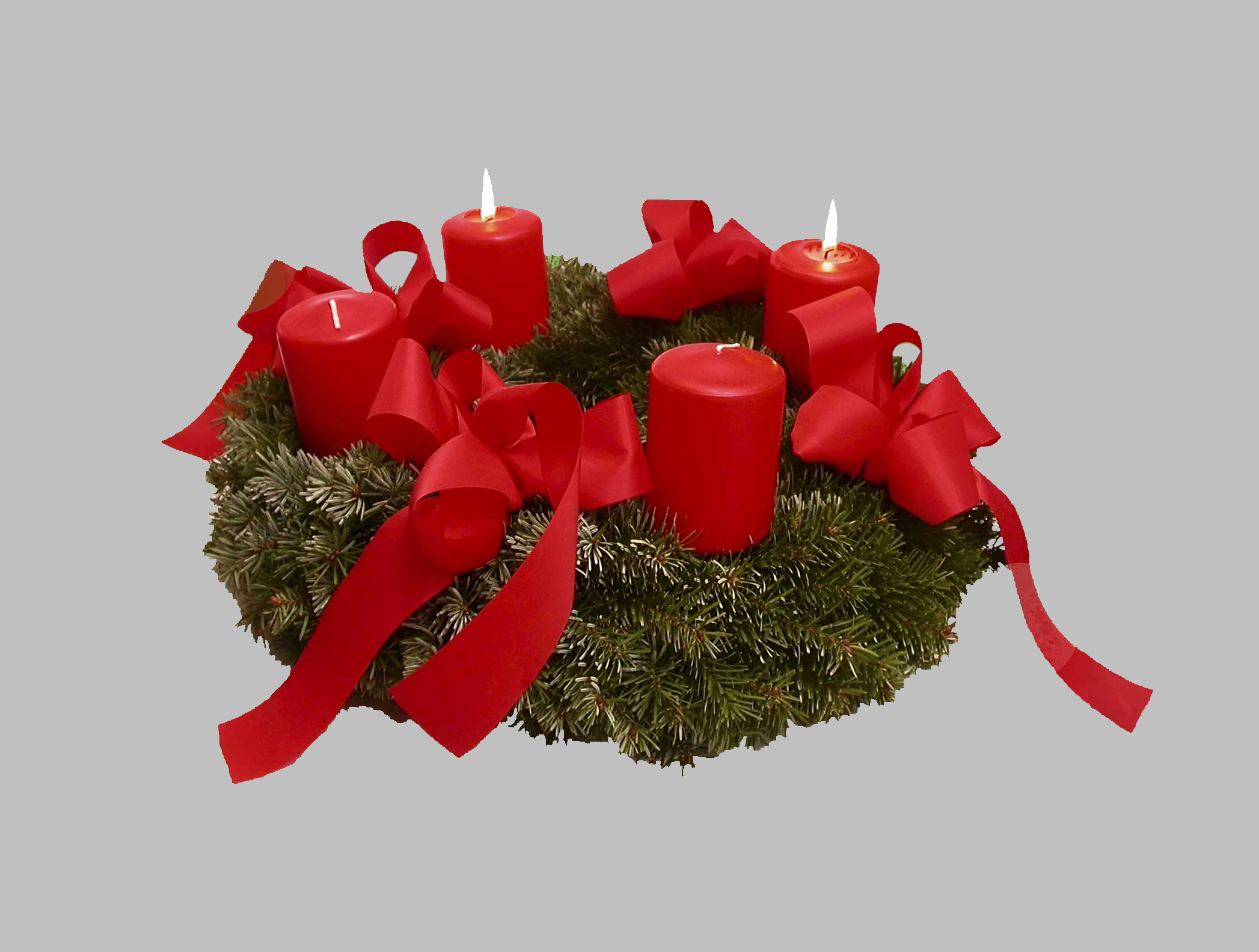
Wieniec adwentowy, cztery świece symbolizują cztery jego niedziele

Adwent (łac. adventus – przyjście) – w Kościołach zachodnich (łacińskim, anglikańskim i protestanckich) okres liturgiczny, poprzedzający uroczystość Bożego Narodzenia. Adwent poświęcony jest oczekiwaniu na powtórne przyjście Jezusa Chrystusa, a jednocześnie przypomina historyczne oczekiwanie na Mesjasza. Ten okres liturgiczny jest także czasem "radosnego oczekiwania na przyjście Chrystusa".

## Ogólne wiadomości na temat okresu Adwentu

### Daty Adwentu
W obrządku rzymskim i większości innych Kościołów, obchodzących ten okres, Adwent obejmuje cztery niedziele przed Bożym Narodzeniem, czyli okres trwający od I nieszporów pierwszej Niedzieli Adwentu (odprawianych wieczorem poprzedniego dnia, tj. w sobotę) do Bożego Narodzenia (wyłącznie), czyli do popołudnia 24 grudnia.  Początek tego okresu przypada pomiędzy 27 listopada a 3 grudnia.
W obrządku ambrozjańskim Adwent ma sześć niedziel. W Kościołach wschodnich zasadniczo nie ma Adwentu jako okresu liturgicznego, choć istnieje post poprzedzający święto Bożego Narodzenia.

### Teologia Adwentu
Na adwent składają się cztery niedziele adwentowe, w pierwszą z nich rozpoczyna się w niektórych Kościołach chrześcijańskich rok liturgiczny. Adwent to czas, w którym wyznawcy mają uświadomić sobie, że oczekują na powtórne przyjście Jezusa Chrystusa.  
W tradycyjnej liturgii rzymskiej tematem Adwentu jest wspomnienie historycznego oczekiwania na przyjście Chrystusa. Natomiast w obrządku rzymskim zreformowanym po Soborze watykańskim II Adwent dzieli się na dwa okresy: 
- od początku adwentu do 16 grudnia (czas szczególnego oczekiwania na powtórne przyjście Jezusa Chrystusa na końcu czasów);
- od 17 grudnia do 24 grudnia (czas bezpośredniego przygotowania do uroczystości Narodzenia Pańskiego)[4].

### Liturgia Adwentu
W okresie adwentu dominuje w liturgii kolor fioletowy. Kolorem tym w Kościołach ewangelickich nakrywa się ołtarz. W Kościele rzymskim kapłan zakłada do mszy świętej ornat w kolorze fioletowym, symbolizującym czas pokuty i przygotowania się do jednego z najważniejszych świąt, czasu pojednania z Bogiem i ludźmi, a w III niedzielę może zastąpić go kolorem różowym. W niektórych Kościołach anglikańskich i starokatolickich, m.in. w Reformowanym Kościele Katolickim w Polsce używa się niebieskiego koloru liturgicznego (ang. advent blue).
W Kościołach ewangelickich odprawiane są w tym czasie nabożeństwa adwentowe.
Tradycją w Kościołach katolickich są odprawiane w tym okresie o świcie msze, zwane roratami. Są to msze ku czci Maryi Panny, na pamiątkę tego, że przyjęła nowinę od archanioła Gabriela, zwiastującego, iż zostanie Matką Syna Bożego. Od 17 do 23 grudnia na nieszporach śpiewa się Wielkie Antyfony.
W liturgii obrządku rzymskiego pierwsze czytania pochodzą w znacznej części z Księgi proroka Izajasza i obrazują wyczekiwanie na przyjście obiecanego Zbawiciela.

## Historia

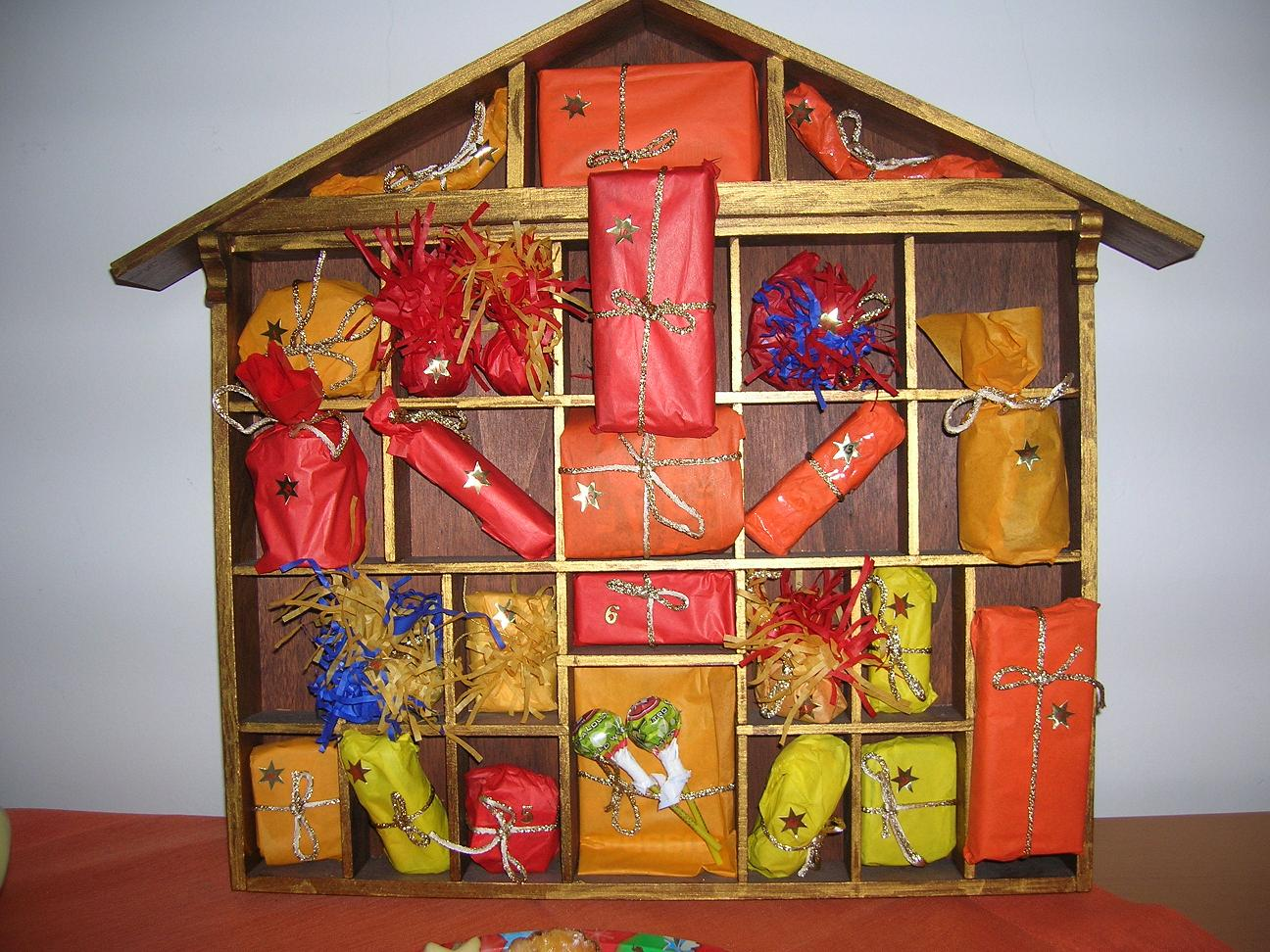
Kalendarz adwentowy

Początki adwentu należy łączyć z początkiem obchodzenia przez chrześcijan świąt Bożego Narodzenia około II połowy IV wieku. Pierwsze ślady odkrywamy w liturgii hiszpańskiej i galicyjskiej.
Synod w Saragossie, który odbył się w 380 roku, polecał wiernym codzienną, gorliwą obecność w kościele, nie omijając ani jednego dnia w okresie między 17 grudnia a 6 stycznia. Adwent miał tu charakter pokutny i ascetyczny.
Według niektórych badaczy adwent zaczęto obchodzić w V wieku, kiedy biskup Perpetuus z Tours zdecydował, że począwszy od wspomnienia świętego Marcina (11 listopada) do świąt Bożego Narodzenia należy utrzymywać post trzy razy w tygodniu. Nie jest pewne, czy decyzja ta nie przekroczyła granic Diecezji Galijskiej do VI w.
W Rzymie ten okres zaczął być obchodzony dopiero pod koniec VI wieku. Adwent miał tu formę radosnego oczekiwania na przyjście Pana, brak postów i innych praktyk pokutnych. Papież Grzegorz Wielki ujednolicił zalecenia liturgiczne dotyczące adwentu. Od tego czasu adwent trwa cztery tygodnie i staje się szczególnym okresem oczekiwania na święta Bożego Narodzenia. Z czasem przybiera również charakter eschatologiczny i staje się czasem oczekiwania na przyjście Chrystusa na końcu czasów. Połączenie tradycji galijskich i rzymskich zaowocowało współczesną oprawą liturgiczną adwentu. Rzymska liturgia została uzupełniona o ascetyczny wydźwięk (fioletowe szaty, bez Gloria i Te Deum).

## Symbole i zwyczaje adwentu
- wieniec adwentowy – wieniec adwentowy, w formie okręgu, składa się z gałązek trwałych, szlachetnych drzew iglastych, np.: jodła pospolita, świerk srebrzysty, sosna zwyczajna, daglezja zielona (wieniec może być wykonany także z liści laurowych)[9], na których umieszcza się 4 świece (najczęściej czerwone)[10], symbolizujące 4 niedziele adwentu. Co niedzielę zapala się kolejną świecę. I świeca jest świecą pokoju, II wiary, III miłości, IV nadziei. Elementy wieńca symbolizują wspólnotę oczekującą w nadziei i radości na przyjście Pana. Zwyczaj sporządzania wieńca adwentowego pochodzi z wschodnich Niemiec, gdzie stanowił element symboli światła (symbole występujące w folklorze na końcu listopada i początku grudnia)[11]. Znaczenie poszczególnych elementów jest następujące: zielone gałązki – życie, nadzieja; świece – światło, nadchodzącą Światłość; forma wieńca: krąg – powracający cykl życia. Ksiądz Józef Wysocki proponuje wykonanie wieńca w formie drucianego koła (o średnicy około 20 cm do 40 cm) oplecionego gałązkami lub liśćmi oraz radzi, aby wieniec zawiesić pod sufitem lub umieścić na tacy i umieścić na stole (wieniec umieszczony na stole może być zraszany w celu utrzymania świeżości)[12].
- kalendarz adwentowy – specjalny kalendarz służący do odliczania dni od pierwszego dnia adwentu lub 1 grudnia do Wigilii Bożego Narodzenia. Pomysł pochodzi z XIX wieku od niemieckich luteran. Zwyczaj ten znany jest i pielęgnowany w wielu krajach na całym świecie w rodzinach chrześcijańskich.
- lampion adwentowy – jest to rodzaj lampki, wykonanej w kształcie czworoboku zamkniętego, którego ścianki przypominają gotyckie witraże z symbolami chrześcijańskimi lub scenami biblijnymi. Wewnątrz lampionu umieszcza się świece lub małą żarówkę na baterię. Lampionami oświetla się pierwszą część mszy świętej roratnej, podczas której w kościele pogaszone są światła i panuje symboliczna ciemność. Lampion jest symbolem przypowieści Jezusa o roztropnych pannach, które z płonącymi lampami oczekiwały na przyjście Oblubieńca. (Mt 25, 1-13).

Zwyczajami popularnymi przede wszystkim wśród katolików są ponadto:
- wędrująca figura Matki Bożej – zwyczaj ten praktykowany jest w wielu polskich parafiach. Polega na przyjmowaniu figury Matki Bożej z kościoła po roratach przez to dziecko, którego serduszko, z zapisanymi dobrymi uczynkami wykonanymi dnia poprzedniego, zostało wylosowane przez księdza odprawiającego roraty. Najczęściej figurkę Matki Bożej przyjmuje się na jeden dzień. W tym dniu cała rodzina stara się celebrować tzw. „rodzinną liturgię”, śpiewając pieśni adwentowe[13] i maryjne, czytając i przepisując Pismo Święte oraz odmawiając Różaniec i inne modlitwy. Rodzina jakby zaprasza Maryję do swego domu[14].
- świeca roratna (roratka) – jest symbolem Najświętszej Marii Panny, która niesie ludziom Chrystusa – Światłość prawdziwą. W kościołach umieszcza się ją na prezbiterium obok ołtarza lub przy ołtarzu Matki Bożej. Biała lub niebieska kokarda, którą jest przepasana roratka, mówi o niepokalanym poczęciu Najświętszej Marii Panny.

## Współczesny adwent w Kościele katolickim

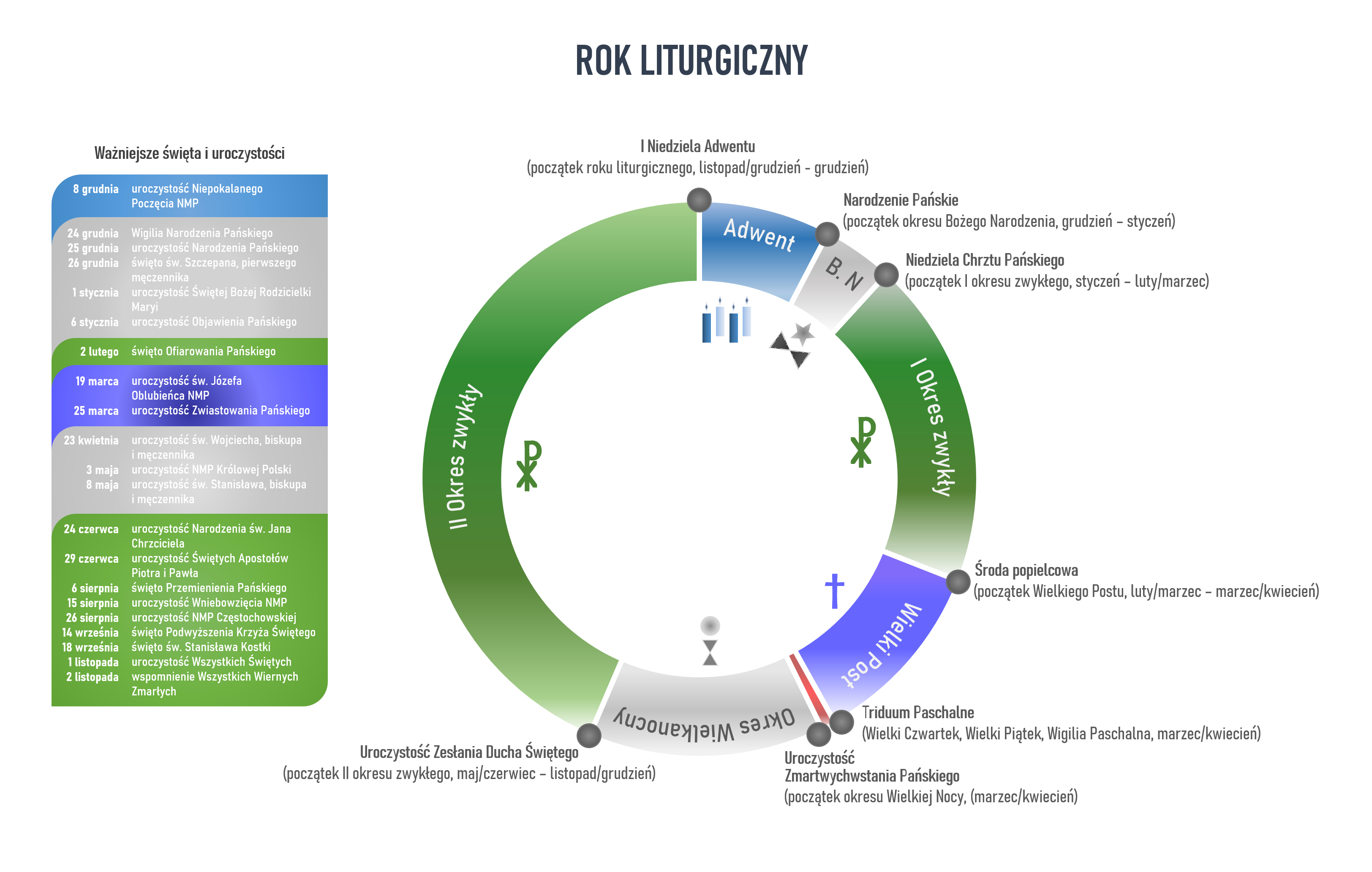
Adwent w katolickim roku liturgicznym (na niebiesko)

Adwent ukazuje postacie Starego i Nowego Testamentu, które nazywane są figurami mesjańskimi z racji zapowiedzi swoim życiem, życia i dzieła Jezusa z Nazaretu. Wśród nich Maryję, Izajasza i Jana Chrzciciela. Adwent jest okresem oczekiwania w ciszy i przygotowania, dlatego Kościół katolicki zachęca do udziału w rekolekcjach oraz przystąpienia do sakramentu pokuty i pojednania. Okres ten nie jest czasem pokuty w takim wymiarze jak wielki post, ale posiada swoisty charakter refleksyjny.
Trzecia niedziela adwentu jest obchodzona radośniej. Jest ona nazywana niedzielą Gaudete. W tym dniu szaty liturgiczne mogą mieć różowy kolor. Teksty liturgiczne tego okresu w ciągu roku liturgicznego są nacechowane radością wynikającą z zapowiedzi przyjścia Zbawiciela i Odkupiciela, w sensie tekstów prorockich – jako jego narodzenie, natomiast w świetle Nowego Testamentu – jako powtórne przyjście z mocą w chwale.
W rycie ambrozjańskim adwent trwa sześć tygodni i kończy się nowenną bożonarodzeniową. Zamiast szat fioletowych używa się szat w specjalnym kolorze morello (bardzo ciemny fiolet), a w ostatnią niedzielę adwentu obchodzone jest święto Macierzyństwa Najświętszej Maryi Panny i używa się koloru białego.

## Adwent w Kościele Ewangelicko-Augsburskim
Podobnie jak w Kościele katolickim adwent rozpoczyna rok kościelny w Kościele Ewangelicko-Augsburskim oraz trwa w tym samym czasie. Na ołtarzu umieszcza się wieniec adwentowy z czterema świecami i w każdą niedzielę adwentu zapala się kolejne świece. W czasie adwentu, w wybrany dzień tygodnia odbywają się cotygodniowe nabożeństwa adwentowe.
W liturgii Kościoła Ewangelicko-Augsburskiego myśl adwentowa obecna jest podczas nabożeństwa z Sakramentem Komunii Świętej. Przed modlitwą „Ojcze Nasz” ksiądz zmawia modlitwę (tzw. kolektę), którą kończy słowami: „Na Jego [Chrystusa] powtórne przyjście czekamy i wraz z całym Kościołem wołamy: Przyjdź rychło, Panie.” Zbór odpowiada: „Przyjdź, Panie Jezu”.
Również w modlitwie po Słowach Ustanowienia podkreślany jest adwent: „Wspominając zbawczą śmierć i mękę naszego Pana Jezusa Chrystusa, Jego Zmartwychwstanie i Wniebowstąpienie oczekujemy na Jego przyjście w chwale.” Teksty tych modlitw podkreślają, że Kościół, szczególnie zaś podczas Dziękczynienia (Eucharystii), z utęsknieniem wypatruje swojego Pana aż przyjdzie w chwale.